# Phelsuma
Phelsuma – rodzaj jaszczurek z rodziny gekonowatych (Gekkonidae).

## Zasięg występowania
Rodzaj obejmuje gatunki występujące we wschodniej Afryce (Kenia, Tanzania i Mozambik), południowej Azji (Indie) i na wyspach Oceanu Indyjskiego (Komory, Madagaskar, Mauritius, Majotta, Reunion i Seszele).

## Systematyka
Rodzaj zdefiniował w 1825 roku angielski zoolog John Edward Gray w artykule poświęconym rodzajom płazów i gadów wraz z opisem nowych gatunków opublikowanym na łamach Annals of Philosophy. Gatunkiem typowym jest (późniejsze oznaczenie) felsuma niebieskoogonowa (P. cepediana).

### Etymologia
- Phelsuma: Murk van Phelsum (1732–1779), holenderski lekarz[8].
- Anoplopus: gr. ανοπλος anoplos ‘bez tarczy, nieuzbrojony’, od negatywnego przedrostka αν- an-; ὁπλον hoplon ‘duża tarcza greckiej ciężkiej piechoty lub hoplitów’; πους pous, ποδος podos ‘stopa’[2]. Gatunek typowy: Gekko cepedianus: Merrem, 1820 (= Gecko cepedianus Milbert, 1812).
- Macrophelsuma: gr. μακρος makros ‘długi’[9]; rodzaj Phelsuma Gray, 1825. Gatunek typowy: Phelsuma newtoni Boulenger, 1884 (= Phelsuma edwardnewtoni Vinson & Vinson, 1969).
- Archaeophelsuma: gr. αρχαιος arkhaios ‘antyczny’[10]; rodzaj Phelsuma Gray, 1825. Gatunek typowy: Phelsuma newtoni Boulenger, 1884 (= Phelsuma edwardnewtoni Vinson & Vinson, 1969).
- Neophelsuma: gr. νεος neos ‘nowy’[11]; rodzaj Phelsuma Gray, 1825. Gatunek typowy: Gekko madagascariensis Gray, 1831.

### Podział systematyczny
Do rodzaju należą następujące gatunki: 

- Phelsuma abbotti Stejneger, 1893
- Phelsuma andamanensis Blyth, 1861
- Phelsuma antanosy Raxworthy & Nussbaum, 1993
- Phelsuma astriata Tornier, 1901
- Phelsuma barbouri Loveridge, 1942
- Phelsuma berghofi Krüger, 1996
- phelsuma borai Glaw, Köhler & Vences, 2009
- Phelsuma borbonica Mertens, 1966
- Phelsuma breviceps Boettger, 1894
- Phelsuma cepediana (Milbert, 1812) – felsuma niebieskoogonowa
- Phelsuma comorensis Boettger, 1913
- Phelsuma dorsivittata Mertens, 1964
- Phelsuma dubia (Boettger, 1881)
- Phelsuma edwardnewtoni Vinson & Vinson, 1969
- Phelsuma flavigularis Mertens, 1962
- Phelsuma gigas Liénard, 1842 – gatunek wymarły
- Phelsuma gouldi Crottini, Gehring, Harris, Lima & Vences, 2011
- Phelsuma grandis Gray, 1870
- Phelsuma guentheri Boulenger, 1885
- Phelsuma guimbeaui Mertens, 1963
- Phelsuma guttata Kaudern, 1922
- Phelsuma hielscheri Rösler, 2001
- Phelsuma hoeschi Berghof & Trautmann, 2009
- Phelsuma inexpectata Mertens, 1966
- Phelsuma kely Schönecker, Bach & Glaw, 2004
- Phelsuma klemmeri Seipp, 1991
- Phelsuma kochi Mertens, 1954
- Phelsuma laticauda (Boettger, 1880) – dniówka gruboogonowa[12]
- Phelsuma lineata Gray, 1842 – felsuma pręgowana
- Phelsuma madagascariensis Gray, 1831 – dniówka madagaskarska[12]
- Phelsuma malamakibo Nussbaum, Raxworthy, Raselimanana & Ramanamanjato, 2000
- Phelsuma masohoala Raxworthy & Nussbaum, 1994
- Phelsuma modesta Mertens, 1970
- Phelsuma mutabilis (Grandidier, 1869)
- Phelsuma nigristriata Meier, 1984
- Phelsuma ornata Gray, 1825
- Phelsuma parkeri Loveridge, 1941
- Phelsuma parva Meier, 1983
- Phelsuma pasteuri Meier, 1984
- Phelsuma pronki Seipp, 1994
- Phelsuma punctulata Mertens, 1970
- Phelsuma pusilla Mertens, 1964
- Phelsuma quadriocellata Peters, 1883 – felsuma czteroplama
- Phelsuma ravenala Raxworthy, Ingram, Rabibisoa & Pearson, 2007
- Phelsuma robertmertensi Meier, 1980
- Phelsuma roesleri Glaw, Gehring, Köhler, Franzen & Vences, 2010
- Phelsuma rosagularis Vinson & Vinson, 1969
- Phelsuma seippi Meier, 1987
- Phelsuma serraticauda Mertens, 1963
- Phelsuma standingi Methuen & Hewitt, 1913
- Phelsuma sundbergi Rendahl, 1939
- Phelsuma v-nigra Boettger, 1913
- Phelsuma vanheygeni Lerner, 2004